# 1958 у літературі

## Нагороди
- Нобелівську премію з літератури було присуджено російському письменнику Борису Пастернаку.

- [[]] for Дитяча література: [[]], [[]]
- Премія «Г'юго» за найкращий роман: Фріц Лайбер, [[]]
- [[]] for fiction: [[]], [[]]
- [[]] for biography: [[]], The History of [[]]
- Медаль Джона Ньюбері for Дитяча література: [[]], [[]]
- [[]]: Пастернак Борис Леонідович
- Премія Надаля: [[]], No era de los nuestros
- Пулітцерівська премія за художню книгу: [[]], [[]]
- [[]]: Роберт Пенн Воррен]], Promises: Poems 1954-1956

## Народились
- 4 лютого — Вернер Шваб, австрійський драматург (помер у 1994).
- 27 серпня — Том Лануа, фламандський письменник.
- 4 вересня — Ліза Джейн Сміт, американська письменниця підліткової літератури.
- 18 вересня — Жан-Філіпп Арру-Віньо, французький письменник.
- 7 грудня — Галімов Флюр Міншеріфович, башкирський письменник.
- 28 грудня — Жіль Леруа, французький письменник.

## Нові книжки
- Наша людина в Гавані - Ґрем Ґрін